# Ifigenie na Tauridě
Ifigenie na Tauridě či Ifigenie v Tauridě (v originále Iphigénie en Tauride) je opera Christopha Willibalda Glucka z roku 1779. Autorem libreta je Nicolas-François Guillard.

## Hlavní postavy
- Ifigenie, velekněžka Artemidina (soprán)
- Orestes, její bratr (baryton)
- Pylades (tenor)
- Artemis, bohyně (soprán)
- Thoas, král Skythů (bas)

## Obsah
Opera má čtyři dějství. Její děj je odvozen z antické pověsti, odehrává se po skončení trojské války.

### První dějství
Ifigenie, velekněžka bohyně Artemis v jejím chrámu na skythském pobřeží, dostává rozkaz od Thoanta, podle kterého musí být obětován každý cizinec vyvržený na břeh – Thoas se totiž z věštby dozvěděl, že takový cizinec bude příčinou jeho smrti.
Prvními, koho má toto nařízení postihnout, jsou dva řečtí ztroskotanci – Ifigeniin bratr Orestes a jeho přítel Pylades.

### Druhé dějství
Uvnitř chrámu čekají oba Řekové na vykonání ortelu. Oresta navíc pronásledují Erinye za to, že při snaze pomstít svého otce zavraždil svou matku. Pylada odvede skythská stráž a osamělý Orestes pomalu propadá šílenství pod pečlivým vedením Erinyí.

### Třetí dějství
Vstup Ifigenie zahání zlé vidiny. Ifigenie a Orestes v sobě navzájem po dlouhých letech odloučení nepoznají sourozence. Orestes nicméně vypoví Ifigenii vše o osudech jejich rodičů a Ifigenie se rozhodne, že po jednom z Řeků pošle do Mykén zprávu o svém osudu. Volba padá na Pylada, neboť Orestes si přeje být obětován, aby se konečně zbavil Erinyí.

### Čtvrté dějství
Ve chvíli, kdy Ifigenie zvedá obětní nůž, vykřikne Orestes, že stejně kdysi zemřela i jeho sestra Ifigenie – tím se sourozenci poznají a oběť je přerušena. Thoas se však dozví, že jeden z Řeků (Pylades) uprchl a druhý rovněž ještě není mrtvý – rozhodne se proto zabít Oresta i Ifigenii. Do chrámu však na poslední chvíli vpadne Pylades s řeckými vojáky, zabije Thoanta a osvobodí oba sourozence. Na závěr se zjevuje bohyně Artemis, odpouští Orestovi a Ifigenii povoluje ukončení činnosti velekněžky a návrat do Řecka.